# ACACIA; (アルバム)
『ACACIA;』（アカシア）は、Q;indivi+のアルバムである。

## 概要
今作品はQ;indiviの新たなオルタナティブ・プロダクト「Q;indivi+」の1stアルバムである。
綾野剛の泣き顔がジャケットになっている。

## キャッチコピー
届くことのない想いを、男たちは、吠え続けた。

## 収録曲
1. isolation
2. ACACIA; Q;indivi+チバユウスケ
3. a world of difference Q;indivi+SU
4. forever Q;indivi+blanc.
5. LOVELESS Q;indivi+中田裕二
6. ±0 Q;indivi+TAKA-Bee
7. Honesty Q;indivi+ヒダカトオル
  - ビリー・ジョエルのカバー。
8. sleep tight
9. hanabi Q;indivi+キヨサク
10. stillness in movement